# Bröderna Jeppsson
Torsten och Tore Jeppsson, födda 11 mars 1933 i Borrby församling, i dåvarande Kristianstads län, båda avlidna 2015, var ett par svenska tvillingbröder kända som Bröderna Jeppsson.
Bröderna är kända för en rad reklamfilmer för Carlshamn Mejeri under närmare fem år under andra halvan av 1990-talet, där de använde de återkommande uttrycken Gott, gotti, gott, gott och Lätt, lätti, lätt, lätt.
Tore och Torsten Jeppson bodde i Borrby på Österlen och arbetade som mekaniker. Deras bil- och traktorverkstad Bröderna Jeppssons Bil & Traktor Aktiebolag övertogs 1999 av Torstens son Stefan.
Torsten Jeppsson, som var äldst, gifte sig 1959 med Elsie Mårtensson (född 1936) och fick tre barn. Han avled 3 augusti 2015.
Tore Jeppsson gifte sig 1957 med Henny Ekelund (1934–2010) och fick fyra barn. Han avled 26 februari 2015.